# Iset (priesteres)
Iset (Aset, Isis) was in de 20e dynastie van Egypte een prinses en godsvrouw van Amon.
Iset was de dochter van farao Ramses VI en diens grote koninklijke vrouwe Nubkhesbed, en zij was een zuster van farao Ramses VII.
Zij was de eerste die de her ingebruikname van de titels godsvrouw van Amon en goddelijke aanbidster waarnam, die tijdens de 18e dynastie van Egypte zo belangrijk waren geweest, maar daarna in onbruik raakten. Vanaf de periode waar zij leefde werd de positie van godsvrouw weer gaandeweg invloedrijker en haar macht bereikte een piek gedurende de derde tussenperiode. Iset was waarschijnlijk wel de allereerste Godsvrouw van Amon die een cilibatair leven leidde. De voorgaande titelhoudsters waren koninginnen, en meestal grote koninklijke vrouwen.
Iset wordt afgebeeld op een stele in Koptos (thans in het Manchester Museum). Haar aanstelling tot godsvrouw wordt getoond op een blok uit Dira Abu'l Naga. Haar naam wordt in een cartouche vermeld, samen met de titel goddelijke aanbidster.